# كارمينانو
 كارمينانو، (بالإنجليزية: Carmignano)‏، هي (بلدية) في مقاطعة براتو، وهي جزء من إقليم توسكانا الإيطالي. تقع على بعد حوالي 20 كم (12 ميل) غرب فلورنسا، وحوالي 10 كيلومترات (6 ميل) جنوب غرب براتو. إنه مركز منطقة النبيذ الذي يحمل نفس الاسم.

## السكان
في سنة 1861 بلغ عدد السكان 7٬315 نسمة، وتطور العدد ليصل في سنة 2011 لـ 13٬991 نسمة.
يظهر هذا المخطط البياني تطور النمو السكاني لـ كارمينانو

## توأمة
لكارمينانو اتفاقيات توأمة مع كل من:
- بئر كندوز
- روان

## أعلام
- فرانكو بيتسي
- جوزيبي غراسي